# Avenue du Fort
L’avenue du Fort est une voie de communication de la commune de Montrouge dans les Hauts-de-Seine.

## Situation et accès

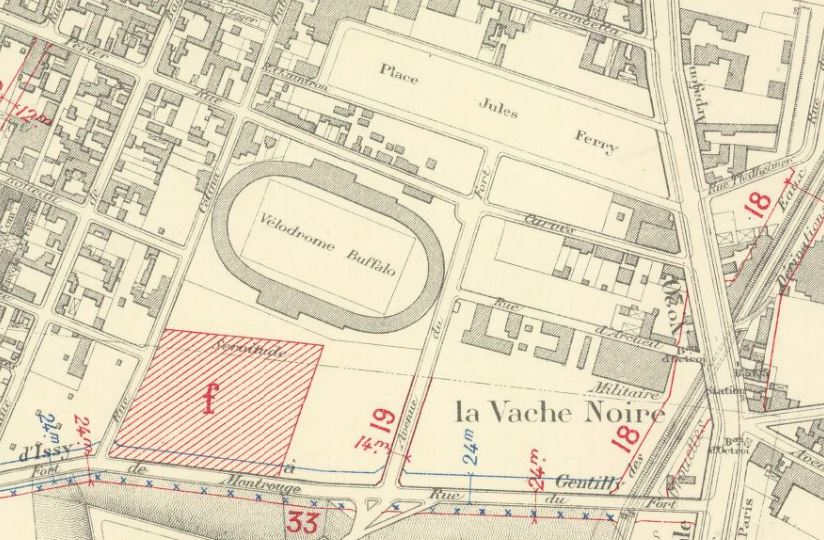
Montrouge, modificatif au plan d'aménagement, d'embelissement et d'extension, 1937.

Orientée globalement nord-sud, l'avenue du Fort commence à la place Jules-Ferry et se termine à la limite méridionale de Montrouge sur l'avenue Marx-Dormoy face au fort de Montrouge (situé sur le territoire d'Arcueil). 

## Origine du nom

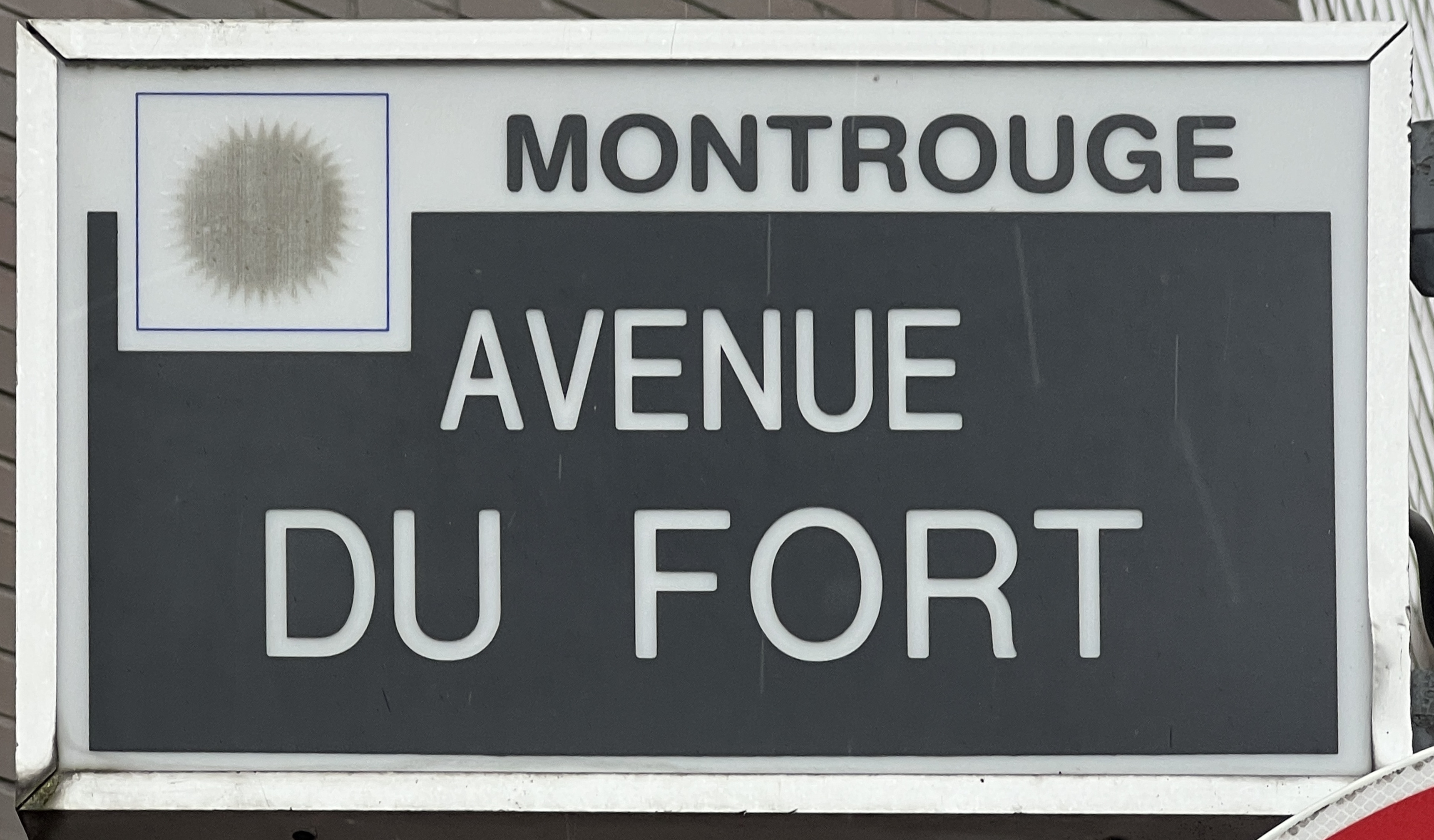
Plaque de l'avenue.

Elle tient son nom du fort de Montrouge auquel elle mène.

## Historique
Après la traversée d'une zone de servitude militaire, l'avenue du Fort débouchait autrefois au point de jonction de deux voies distinctes : la « route stratégique du fort de Vanves au fort de Montrouge » à l'ouest et la « rue du Fort » à l'est. Ces deux voies qui forment actuellement l'avenue Marx-Dormoy faisaient partie du « chemin de grande communication d'Issy à Gentilly », ou CGC No 62, devenue route départementale 62 des Hauts-de-Seine. 

## Bâtiments remarquables et lieux de mémoire
- Ancien stade Buffalo. À son emplacement se trouvent maintenant le square Buffalo et la résidence Buffalo, œuvre de l'architecte Fernand Pouillon[1], construite entre 1955 et 1958 pour le compte du Comptoir national du logement[2].
- No 23 : Chapelle Saint-Luc de Montrouge[3].
- Fort de Montrouge.